# Grauwackenzone

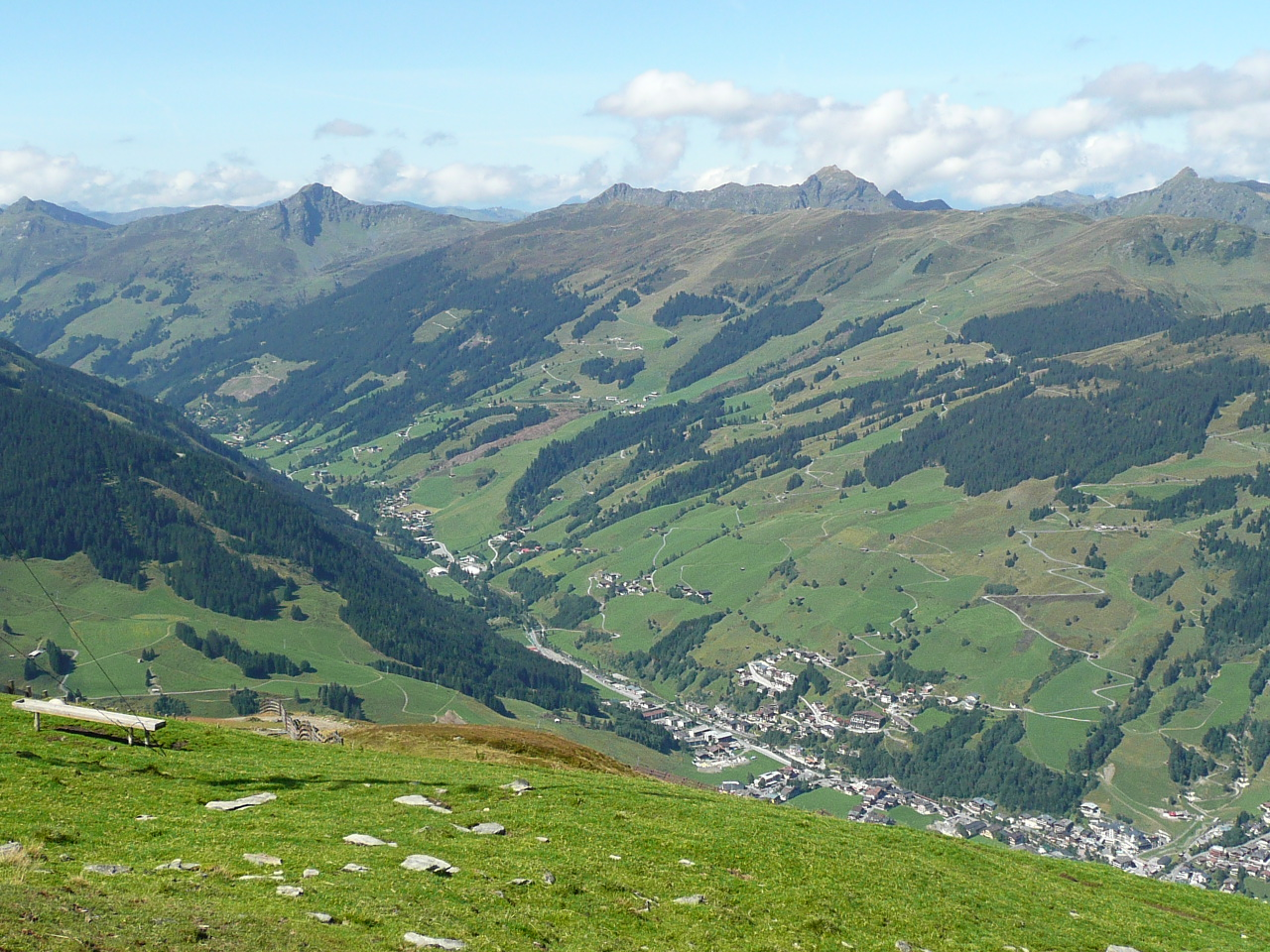
Berge der Grauwackenzone in Hinterglemm (Salzburg); typisch sind breite, weich geformte Bergrücken mit einzelnen etwas schroffeneren Härtlingen.

Die Grauwackenzone liegt zwischen den Zentralalpen und den Nördlichen Kalkalpen. Die meist dunklen Gesteine wurden bereits einmal bei der variszischen Gebirgsbildung gefaltet und dann ein zweites Mal bei der Alpenentstehung.
Die (Nördliche) Grauwackenzone zieht sich als schmaler Streifen paläozoischer Gesteine vom Arlberg durch das Oberinntal, verbreitert sich dann im Bereich der Tuxer, Kitzbüheler Alpen und Salzburger Schieferalpen – dieser breitere Abschnitt wird Schieferalpen genannt – bis an den Dachsteinstock, um im Ennstal wieder auf eine sehr geringe Breite zusammenzulaufen (Ennstalphyllitzone). In den Eisenerzer Alpen erreicht sie nochmals eine größere Breite und läuft dann durch das Mürztal und den Semmering ins Wiener Becken (Ternitz) aus.
Als gebirgsbildendes Material sind hier Phyllite, Schiefer, metamorphe Vulkanite, ferner schwach metamorphe Kalksteine (Marmore), Quarzite und die namensgebende – aber im engeren Sinne nur untergeordnet vorkommende – Grauwacke vorherrschend. Die Grauwackenzone ist reich an Bodenschätzen (Eisen, Kupfer, Magnesit, Graphit usw.). Aufgrund des meist weichen Gesteins sind die Berge überwiegend rundliche, sanfte Kuppen mit wenig Bewaldung, die für das alpine Schifahren attraktiv sind. 
Die Gesteine der Grauwackenzone wurden bereits bei der Variszischen Gebirgsbildung im späten Paläozoikum erstmals gefaltet und bildeten im Mesozoikum den geologischen Sockel des Schelfs der westlichen Tethys, auf dem auch die Kalke zur Ablagerung kamen, die heute die Stöcke und Hochplateaus der Kalkalpen bilden. Bei der Auffaltung der Alpen im Känozoikum wurden die mesozoischen Kalke erstmalig und ihr paläozoischer Sockel erneut gefaltet.
Die Nördliche Grauwackenzone gehört, zusammen mit Grazer Paläozoikum und Gurktaler Decke, zum ostalpinen Deckenstapel, und zwar zum Oberostalpin (Oberes Zentralostalpin), der dem Altkristallin des Mittelostalpin (Unteres Zentralostalpin) aufliegt.
Der Gesteinsbestand stellt sich stratigraphisch vereinfacht wie folgt dar (zwischen Arlberg und Semmering gibt es freilich vielfach Unterschiede):
- Ordovizium: Schiefer, Phyllite, Meta-Konglomerate und metamorphe Vulkanite – insbesondere das weit verbreitete Blasseneck-Porphyroid. Bedeutende Berggipfel von West nach Ost z. B. Gampenkogel und Steinbergkogel (beide Kitzbüheler Alpen), Blaseneck (Blasseneck) und Leobner (beide Eisenerzer Alpen)
- Silur: Schiefer, Phyllite, Grünschiefer (metamorphe Vulkanite), Grauwacken und schwach metamorphe Kalksteine. Bedeutende Berggipfel z. B. Geißstein, Hundstein
- Devon: v. a. metamorphe Kalksteine, oft erzführend wie z. B. am Erzberg, am Mitterberg bei Mühlbach am Hochkönig und in Schwaz. Bedeutende Berggipfel von West nach Ost: z. B. Gratlspitze, Großer Rettenstein, Kitzbüheler Horn, Wildseeloder, Spielberghorn, Zeiritzkampel, Wildfeld, Eisenerzer Reichenstein, Polster, Gößeck (Reiting), Turntaler Kogel
- Karbon: Schiefer, Phyllite und schwach metamorphe Kalksteine, zum Teil magnesitführend wie im Sunk bei Trieben (Triebensteinkalk) und in Veitsch

Stellenweise tritt auch im Süden der Zentralalpen eine südliche Grauwackenzone in Erscheinung, z. B. in den Karnischen Alpen.